# Pabilsang
Pabilsang ist eine sumerische Gottheit und gilt als der Sohn Enlils sowie Gatte von Nin’insina. Er wird auch mit Ningirsu und dessen Bruder Ninurta gleichgesetzt. Seine Kultorte waren Isin und das religiöse sumerische Zentrum Nippur.